# Gustav von Pritzelwitz
Gustav Karl Ludwig Leopold Heinrich Friedrich Hermann von Pritzelwitz (* 1. Januar 1813 in Berlin; † 25. März 1895 in Potsdam) war ein preußischer General der Infanterie und Gouverneur der Festung Mainz.

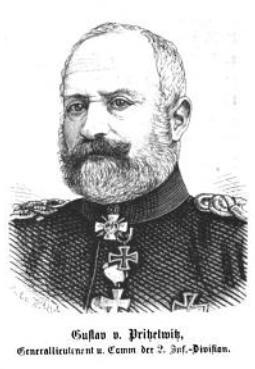
Gustav von Pritzelwitz (1813–1895)

## Leben

### Herkunft
Er war der Sohn des späteren preußischen Generalmajors Karl Ludwig von Pritzelwitz (1768–1839) und dessen Ehefrau Henriette Luise Friederike, geborene von Schladen (1773–1859).

### Militärkarriere
Pritzelwitz besuchte zunächst die Kadettenhäuser in Potsdam und Berlin. Am 13. August 1830 wurde er als Unteroffizier im Kaiser Franz Garde-Grenadier-Regiment der Preußischen Armee angestellt. Dort avancierte er am 14. April 1832 zum Sekondeleutnant und war vom 16. Januar 1842 bis zum 12. Mai 1847 als Regimentsadjutant tätig. Anschließend fungierte Pritzelwitz als Adjutant der 1. Garde-Landwehr-Brigade und wurde in dieser Eigenschaft am 6. April 1848 Premierleutnant. Daran schloss sich am 12. April 1849 eine Verwendung als Adjutant beim Kommando der Gardeinfanterie an. Unter Belassung in diesem Kommando wurde Pritzelwitz am 17. Juli 1851 zum Hauptmann befördert und à la suite des Kaiser Franz Garde-Grenadier-Regiments gestellt. Mit Wirkung zum 18. Juni 1853 kehrte Pritzelwitz als Kompaniechef in seinem Regiment wieder in den Truppendienst zurück. Als Major stieg er am 20. September 1856 zum etatmäßigen Stabsoffizier auf und wurde im November des Folgejahres zum zweiten Kommandeur des II. Bataillons im 4. Garde-Landwehr-Regiment in Koblenz ernannt. Am 1. Juni 1858 folgte seine Versetzung nach Saarlouis als Kommandeur des II. Bataillons im 29. Infanterie-Regiment. Von dort kommandierte man Pritzelwitz am 19. Juni 1860 zur Dienstleistung beim Kriegsministerium in Berlin. Dort wurde er am 6. Oktober 1860 zum Abteilungschef für das Bekleidungswesen ernannt. Zwischenzeitlich zum Oberst befördert, wurde Pritzelwitz am 13. August 1864 zum Kommandeur des 3. Garde-Grenadier-Regiments „Königin Elisabeth“ ernannt. Diesen Verband führte er 1866 während des Krieges gegen Österreich in den Kämpfen bei Trautenau und Königinhof. In der Schlacht bei Königgrätz führte er die Vorhut der 2. Garde-Infanterie-Division und nahm mit seinem Regiment Lipa ein. Für seine Leistungen erhielt Pritzelwitz den Roten Adlerorden II. Klasse mit Eichenlaub und Schwertern.
Nach dem Friedensschluss wurde er unter Stellung à la suite seines Regiments zum Kommandeur der neugebildeten 42. Infanterie-Brigade in Frankfurt am Main ernannt. In dieser Stellung folgte am 31. Dezember 1866 mit Patent vom 30. Oktober 1866 seine Beförderung zum Generalmajor. Als solcher erhielt Pritzelwitz am 18. September 1867 das Kommando über die in Schwerin stationierte 34. Infanterie-Brigade. 1868 schloss er für Mecklenburg-Schwerin die Militärkonvention mit Preußen ab.
Mit Beginn des Krieges gegen Frankreich wurde Pritzelwitz für die Dauer des mobilen Verhältnisses zum Kommandeur der 2. Infanterie-Division ernannt. Er führte diesen Großverband in den Schlachten bei Colombey, Noisseville, Amiens sowie der Einschließung von Metz. Neben beiden Klassen des Eisernen Kreuzes wurde Pritzelwitz mit dem Mecklenburgischen Militärverdienstkreuz I. Klasse ausgezeichnet. Am Tag der Kaiserproklamation wurde er zum Generalleutnant befördert und nach dem Vorfrieden von Versailles am 23. Mai 1871 zu den Offizieren von der Armee überführt.
Daraufhin wurde er am 3. Juni 1871 zum Kommandeur der 28. Division in Karlsruhe ernannt. Daran schloss sich am 30. November 1875 eine Verwendung als Gouverneur der Festung Mainz an. In dieser Eigenschaft erhielt Pritzelwitz am 3. Februar 1880 den Charakter als General der Infanterie und wurde am 13. August 1880 anlässlich seines 50-jährigen Dienstjubiläums mit dem Großkreuz des Roten Adlerordens mit Eichenlaub und Schwerten am Ringe und der Zahl „50“ ausgezeichnet. Am 16. November 1880 wurde er mit der gesetzlichen Pension zur Disposition gestellt. Er war Rechtsritter des Johanniterordens.
In nachmaliger Anerkennung seiner langjährigen Verdienste erhielt ein Werk der Festung Mainz durch Kaiser Wilhelm I. den Namen „Kavalier Pritzelwitz“.

### Familie
Pritzelwitz hatte sich am 10. April 1850 in Brzesnitz mit Karoline von Wrochem (1821–1907) verheiratet. Aus der Ehe ging unter anderem der spätere preußische General der Infanterie Kurt von Pritzelwitz (1854–1935) hervor.